# 香港體育學院職業車隊
香港體育學院職業車隊（HKSI Pro Cycling Team）是一隊總部設於香港的亞洲洲際單車隊，於2014年由香港體育學院所成立。

## 歷史
該車隊的前身為「香港職業單車隊」（Hong Kong Pro Cycling），由香港代表隊教練沈金康牽頭成立，曾於2007年獲洲際隊資格。
自2014年以體院名義成立洲際隊伊始，所有車手皆從現役香港單車代表隊中選出。

## 車手名單

### 2025年
|      | 車手   | 出生日期      |
| ---- | ------ | ------------- |
| 香港 | 張仕浩 | 2006年5月22日 |
| 香港 | 朱浚瑋 | 2001年7月9日  |
| 香港 | 郭俊仁 | 2004年7月23日 |
| 香港 | 賴俊健 | 1998年5月11日 |
| 香港 | 劉睿哲 | 2003年6月18日 |
| 香港 | 梁敬鴻 | 2001年8月21日 |
| 香港 | 繆正賢 | 1995年6月5日  |

|      | 車手   | 出生日期       |
| ---- | ------ | -------------- |
| 香港 | 伍柏亨 | 1999年2月22日  |
| 香港 | 吳森鐳 | 1999年10月28日 |
| 香港 | 蕭嘉俊 | 2006年2月4日   |
| 香港 | 曹棨光 | 2000年7月25日  |
| 香港 | 胡俊賢 | 2006年6月27日  |
| 香港 | 游秉璋 | 2005年7月18日  |
| 香港 | 葉海東 | 2004年6月28日  |

### 2024年
|      | 車手   | 出生日期              |
| ---- | ------ | --------------------- |
| 香港 | 朱浚瑋 | 2001年7月9日（22歲）  |
| 香港 | 郭俊仁 | 2004年7月23日（19歲） |
| 香港 | 賴俊健 | 1998年5月11日（25歲） |
| 香港 | 劉睿哲 | 2003年6月18日（20歲） |
| 香港 | 梁敬鴻 | 2001年8月21日（22歲） |
| 香港 | 繆正賢 | 1995年6月5日（28歲）  |

|      | 車手   | 出生日期               |
| ---- | ------ | ---------------------- |
| 香港 | 伍柏亨 | 1999年2月22日（24歲）  |
| 香港 | 吳森鐳 | 1999年10月28日（24歲） |
| 香港 | 曹棨光 | 2000年7月25日（23歲）  |
| 香港 | 游秉璋 | 2005年7月18日（18歲）  |
| 香港 | 葉海東 | 2004年6月28日（19歲）  |

- 劉允祐於2024年6月起轉往路佳保險車隊。
- 梁嘉儒於2024年9月退出。
- 賴俊健於2024年9月起加入。
- 游秉璋於2024年10月起加入。

### 2023年
|      | 車手   | 出生日期              |
| ---- | ------ | --------------------- |
| 香港 | 朱浚瑋 | 2001年7月9日（21歲）  |
| 香港 | 高肇蔚 | 1987年11月9日（35歲） |
| 香港 | 劉睿哲 | 2003年6月18日（19歲） |
| 香港 | 劉允祐 | 1996年9月23日（26歲） |
| 香港 | 梁峻榮 | 1994年1月20日（28歲） |
| 香港 | 梁嘉儒 | 1996年5月28日（26歲） |

|      | 車手   | 出生日期               |
| ---- | ------ | ---------------------- |
| 香港 | 梁敬鴻 | 2001年8月21日（21歲）  |
| 香港 | 繆正賢 | 1995年6月5日（27歲）   |
| 香港 | 伍柏亨 | 1999年2月22日（23歲）  |
| 香港 | 吳森鐳 | 1999年10月28日（23歲） |
| 香港 | 曹棨光 | 2000年7月25日（22歲）  |

- 蔡曉鋒於2023年3月退出。

### 2022年
|      | 車手   | 出生日期              |
| ---- | ------ | --------------------- |
| 香港 | 陳鍵烽 | 1998年11月2日（23歲） |
| 香港 | 蔡曉鋒 | 1996年1月17日（25歲） |
| 香港 | 何柏爾 | 1992年9月23日（29歲） |
| 香港 | 高肇蔚 | 1987年11月9日（34歲） |
| 香港 | 劉允祐 | 1996年9月23日（25歲） |
| 香港 | 梁峻榮 | 1994年1月20日（27歲） |

|      | 車手   | 出生日期               |
| ---- | ------ | ---------------------- |
| 香港 | 梁嘉儒 | 1996年5月28日（25歲）  |
| 香港 | 繆正賢 | 1995年6月5日（26歲）   |
| 香港 | 伍柏亨 | 1999年2月22日（22歲）  |
| 香港 | 吳森鐳 | 1999年10月28日（22歲） |
| 香港 | 曹棨光 | 2000年7月25日（21歲）  |

### 2021年
|      | 車手   | 出生日期               |
| ---- | ------ | ---------------------- |
| 香港 | 趙昊燊 | 1995年12月15日（25歲） |
| 香港 | 蔡鈞樂 | 1999年5月6日（21歲）   |
| 香港 | 蔡曉鋒 | 1996年1月17日（24歲）  |
| 香港 | 何柏爾 | 1992年9月23日（28歲）  |
| 香港 | 高肇蔚 | 1987年11月9日（33歲）  |
| 香港 | 劉允祐 | 1996年9月23日（24歲）  |
| 香港 | 梁峻榮 | 1994年1月20日（26歲）  |

|      | 車手   | 出生日期               |
| ---- | ------ | ---------------------- |
| 香港 | 梁嘉儒 | 1996年5月28日（24歲）  |
| 香港 | 繆正賢 | 1995年6月5日（25歲）   |
| 香港 | 伍柏亨 | 1999年2月22日（21歲）  |
| 香港 | 吳森鐳 | 1999年10月28日（21歲） |
| 香港 | 杜棹熙 | 1999年7月17日（21歲）  |
| 香港 | 曹棨光 | 2000年7月25日（20歲）  |

- 馮嘉豪及張敬樂於2021年3月底退出。

### 2020年
|      | 車手   | 出生日期               |
| ---- | ------ | ---------------------- |
| 香港 | 張敬樂 | 1991年2月8日（28歲）   |
| 香港 | 趙昊燊 | 1995年12月15日（24歲） |
| 香港 | 蔡鈞樂 | 1999年5月6日（20歲）   |
| 香港 | 蔡曉鋒 | 1996年1月17日（23歲）  |
| 香港 | 馮嘉豪 | 1997年8月13日（22歲）  |
| 香港 | 何柏爾 | 1992年9月23日（27歲）  |
| 香港 | 高肇蔚 | 1987年11月9日（32歲）  |
| 香港 | 劉允祐 | 1996年9月23日（23歲）  |

|      | 車手   | 出生日期               |
| ---- | ------ | ---------------------- |
| 香港 | 梁峻榮 | 1994年1月20日（25歲）  |
| 香港 | 梁嘉儒 | 1996年5月28日（23歲）  |
| 香港 | 繆正賢 | 1995年6月5日（24歲）   |
| 香港 | 伍柏亨 | 1999年2月22日（20歲）  |
| 香港 | 吳森鐳 | 1999年10月28日（20歲） |
| 香港 | 杜棹熙 | 1999年7月17日（20歲）  |
| 香港 | 曹棨光 | 2000年7月25日（19歲）  |

### 2019年
|      | 車手   | 出生日期               |
| ---- | ------ | ---------------------- |
| 香港 | 張敬樂 | 1991年2月8日（27歲）   |
| 香港 | 趙昊燊 | 1995年12月15日（23歲） |
| 香港 | 蔡曉鋒 | 1996年1月17日（22歲）  |
| 香港 | 馮嘉豪 | 1997年8月13日（21歲）  |
| 香港 | 何柏爾 | 1992年9月23日（26歲）  |
| 香港 | 何冠熹 | 2000年6月24日（18歲）  |
| 香港 | 高肇蔚 | 1987年11月9日（31歲）  |
| 香港 | 賴俊健 | 1998年5月11日（20歲）  |

|      | 車手   | 出生日期               |
| ---- | ------ | ---------------------- |
| 香港 | 劉允祐 | 1996年9月23日（22歲）  |
| 香港 | 梁峻榮 | 1994年1月20日（24歲）  |
| 香港 | 梁嘉儒 | 1996年5月28日（22歲）  |
| 香港 | 繆正賢 | 1995年6月5日（23歲）   |
| 香港 | 伍柏亨 | 1999年2月22日（19歲）  |
| 香港 | 吳森鐳 | 1999年10月28日（19歲） |
| 香港 | 曹棨光 | 2000年7月25日（18歲）  |

- 何冠熹、賴俊健及曹棨光於2019年5月13日起加入。

### 2018年
|      | 車手   | 出生日期               |
| ---- | ------ | ---------------------- |
| 香港 | 張敬樂 | 1991年2月8日（26歲）   |
| 香港 | 趙昊燊 | 1995年12月15日（22歲） |
| 香港 | 蔡愷烽 | 1999年8月31日（18歲）  |
| 香港 | 蔡曉鋒 | 1996年1月17日（21歲）  |
| 香港 | 馮嘉豪 | 1997年8月13日（20歲）  |
| 香港 | 何柏爾 | 1992年9月23日（25歲）  |
| 香港 | 高肇蔚 | 1987年11月9日（30歲）  |

|      | 車手   | 出生日期              |
| ---- | ------ | --------------------- |
| 香港 | 賴俊健 | 1998年5月11日（19歲） |
| 香港 | 劉允禧 | 1995年2月3日（22歲）  |
| 香港 | 劉允祐 | 1996年9月23日（21歲） |
| 香港 | 梁峻榮 | 1994年1月20日（23歲） |
| 香港 | 梁嘉儒 | 1996年5月28日（21歲） |
| 香港 | 繆正賢 | 1995年6月5日（22歲）  |
| 香港 | 伍柏亨 | 1999年2月22日（18歲） |

- 張敬樂及伍柏亨於2018年2月22日起加入。

### 2017年
|      | 車手   | 出生日期               |
| ---- | ------ | ---------------------- |
| 香港 | 趙昊燊 | 1995年12月15日（21歲） |
| 香港 | 蔡曉鋒 | 1996年1月17日（20歲）  |
| 香港 | 馮嘉豪 | 1997年8月13日（19歲）  |
| 香港 | 何柏爾 | 1992年9月23日（24歲）  |
| 香港 | 高肇蔚 | 1987年11月9日（29歲）  |
| 香港 | 劉允禧 | 1995年2月3日（21歲）   |

|      | 車手   | 出生日期              |
| ---- | ------ | --------------------- |
| 香港 | 劉允祐 | 1996年9月23日（20歲） |
| 香港 | 羅冠華 | 1995年8月4日（21歲）  |
| 香港 | 梁峻榮 | 1994年1月20日（22歲） |
| 香港 | 梁嘉儒 | 1996年5月28日（20歲） |
| 香港 | 麥銘源 | 1997年7月22日（19歲） |
| 香港 | 繆正賢 | 1995年6月5日（21歲）  |

- 劉允禧於2017年3月22日起加入。

### 2016年
|      | 車手   | 出生日期               |
| ---- | ------ | ---------------------- |
| 香港 | 陳振興 | 1981年4月24日（34歲）  |
| 香港 | 張敬煒 | 1985年9月3日（30歲）   |
| 香港 | 趙昊燊 | 1995年12月15日（20歲） |
| 香港 | 蔡曉鋒 | 1996年1月17日（19歲）  |
| 香港 | 馮嘉豪 | 1997年8月13日（18歲）  |
| 香港 | 何柏爾 | 1992年9月23日（23歲）  |
| 香港 | 高肇蔚 | 1987年11月9日（28歲）  |

|      | 車手   | 出生日期              |
| ---- | ------ | --------------------- |
| 香港 | 劉允祐 | 1996年9月23日（19歲） |
| 香港 | 羅冠華 | 1995年8月4日（20歲）  |
| 香港 | 梁峻榮 | 1994年1月20日（21歲） |
| 香港 | 梁嘉儒 | 1996年5月28日（19歲） |
| 香港 | 麥銘源 | 1997年7月22日（18歲） |
| 香港 | 繆正賢 | 1995年6月5日（20歲）  |

- 張敬樂於2016年3月24日起轉往澳瑞凱綠刃車隊。

### 2015年
|      | 車手   | 出生日期               |
| ---- | ------ | ---------------------- |
| 香港 | 陳振興 | 1981年4月24日（33歲）  |
| 香港 | 張敬樂 | 1991年2月8日（23歲）   |
| 香港 | 張敬煒 | 1985年9月3日（29歲）   |
| 香港 | 趙昊燊 | 1995年12月15日（19歲） |
| 香港 | 何柏爾 | 1992年9月23日（22歲）  |
| 香港 | 高肇蔚 | 1987年11月9日（27歲）  |

|      | 車手   | 出生日期              |
| ---- | ------ | --------------------- |
| 香港 | 羅冠華 | 1995年8月4日（19歲）  |
| 香港 | 梁峻榮 | 1994年1月20日（20歲） |
| 香港 | 梁嘉儒 | 1996年5月28日（18歲） |
| 香港 | 繆正賢 | 1995年6月5日（19歲）  |
| 香港 | 胡樂雋 | 1993年7月18日（21歲） |

### 2014年
|      | 車手   | 出生日期              |
| ---- | ------ | --------------------- |
| 香港 | 陳振興 | 1981年4月24日（32歲） |
| 香港 | 陳逸瑋 | 1992年5月4日（21歲）  |
| 香港 | 張敬樂 | 1991年2月8日（22歲）  |
| 香港 | 張敬煒 | 1985年9月3日（28歲）  |
| 香港 | 何柏爾 | 1992年9月23日（21歲） |
| 香港 | 高肇蔚 | 1987年11月9日（26歲） |

|      | 車手   | 出生日期              |
| ---- | ------ | --------------------- |
| 香港 | 郭灝霆 | 1988年2月26日（25歲） |
| 香港 | 劉廣   | 1995年6月8日（18歲）  |
| 香港 | 羅冠華 | 1995年8月4日（18歲）  |
| 香港 | 梁峻榮 | 1994年1月20日（19歲） |
| 香港 | 繆正賢 | 1995年6月5日（18歲）  |
| 香港 | 胡樂雋 | 1993年7月18日（20歲） |

## 主要勝出賽事
2014年
週遊馬來西亞單車賽第4站（高肇蔚）
2015年
環伊真單車賽第1站（張敬樂）
環伊真單車賽第4站（梁峻榮）
2020年
環柬埔寨灣單車賽
山地王（蔡曉鋒）
第2站（蔡曉鋒）

## 全港錦標賽冠軍
2014年
 全港公路錦標賽個人公路賽（張敬樂）
 全港公路錦標賽個人計時賽（張敬樂）
 全港公路錦標賽個人U23計時賽（梁峻榮）
2015年
 全港公路錦標賽個人公路賽（高肇蔚）
 全港公路錦標賽個人計時賽（何柏爾）
2017年
 全港公路錦標賽個人公路賽（梁峻榮）
 全港公路錦標賽個人計時賽（梁峻榮）
 全港公路錦標賽個人U23計時賽（馮嘉豪）
2018年
 全港公路錦標賽個人公路賽（高肇蔚）
 全港公路錦標賽個人計時賽（何柏爾）
2019年
 全港公路錦標賽個人公路賽（張敬樂）
 全港公路錦標賽個人計時賽（馮嘉豪）
 全港公路錦標賽個人U23計時賽（伍柏亨）
2022年
 全港公路錦標賽個人計時公路賽（劉允祐）
 全港公路錦標賽個人公路賽（劉允祐）
2023年
 全港公路錦標賽個人計時賽（劉允祐）
 全港公路錦標賽個人公路賽（伍柏亨）
2024年
 全港公路錦標賽個人公路賽（繆正賢）

## 外部連結
- 2025年隊員名單 (uci.org)